# Edoardo il Vecchio
Edoardo il Vecchio (871 circa – Cheshire, 17 luglio 924) è stato re del Wessex dalla morte del padre Alfredo il Grande, nell'899, fino alla propria morte.
Edoardo stabilì la corte a Winchester, antica capitale del Regno del Wessex. Nel 917 prese le Midlands orientali e il Regno dell'Anglia orientale ai Dani e l'anno dopo prese il comando del Regno di Mercia alla morte della sorella Ethelfleda. Quasi tutti i documenti si riferiscono a lui come Anglorum Saxonum rex, secondo a portare questo titolo dopo il padre che lo aveva creato. Le cronache dell'epoca sembrano suggerire che tutta l'Inghilterra accettò Edoardo come re, ma il fatto che York continuasse a battere una propria moneta fa pensare che il suo predominio nella Northumbria, una regione ad influenza vichinga, non fosse ben radicato. L'eponimo il Vecchio venne usato per la prima volta da Wulfstan il Cantore nella Vita di St Æthelwold per distinguerlo da Edoardo il Martire.

## La dura ascesa al trono
Edoardo il Vecchio nacque attorno all'874 secondogenito, e primo maschio, di Alfredo il Grande ed Ealhswith di origini merciane. La data di nascita è approssimativa, sappiamo che i suoi genitori si sposarono nell'868 e che la sorella Ethelfleda nacque poco dopo visto che si sposò nell'883. Edoardo nacque probabilmente nel decennio dell'870, più probabilmente fra l'874 e l'877.
Il cronista e vescovo Asser scrisse che Edoardo venne educato a corte insieme alla sorella Elfrida del Wessex, mentre un'altra sorella Æthelgifu era stata destinata alla chiesa già da quando era bambina, era del resto costume comune del tempo che una famiglia "donasse" un figlio alla Chiesa, e divenne poi badessa dell'abbazia di Shaftesbury. Anche l'altro fratello Æthelweard ricevette un'educazione che pareva orientata a una futura vita da religioso e anche se alcune fonti vogliono che abbia avuto dei figli la questione è fumosa.
La prima apparizione di Edoardo nelle fonti è dell'892 quando appare in un documento che donava delle terre a North Newton, presso Pewsey all'Ealdorman Æthelhelm chiamato filius regius. Per quanto Edoardo fosse il figlio maggiore la sua successione non era scontata, per parte del decennio dell'890 i più probabili candidati erano i suoi cugini Aethelwald ed Æthelhelm figli del fratello maggiore, nonché predecessore di Alfredo, Etelredo del Wessex. Nello stesso decennio il secondo scompare dai documenti, probabilmente perché perito, mentre Aethelwald compare quale firmatario sempre prima di Edoardo e l'ordine di firma era relativo allo status, maggiore lo status prima si firmava, del resto egli era di una decina d'anni circa più vecchio di Edoardo e la sua età ed esperienza avrebbero potuto dargli grande vantaggio. Del resto mentre la madre di Edoardo non venne mai incoronata o chiamata regina, la moglie di Etelredo, Wulfthryth del Wessex aveva avuto il titolo di regina.
Quando Alfredo morì nell'899 Aethelwald si sollevò dando luogo all'omonima ribellione, riuscì a prendere Wimborne Minster, dov'era sepolto il padre e Christchurch. Edoardo si diresse verso Badbury e chiese al cugino di scontrarsi in battaglia, questi non volle però lasciare Wimborne e quando sembrò che Edoardo la dovesse attaccare questi raggiunse i dani in Northumbria dove si proclamò re. Nemmeno Edoardo perse tempo, il 9 giugno si fece a sua volta incoronare, forse a Kingston upon Thames. L'anno dopo Aethelwald raggiunse l'Essex e incoraggiò l'Anglia Orientale ad insorgere e l'anno dopo prese di mira la Mercia e il Wessex del nord, Edoardo ricambiò saccheggiando l'Anglia Orientale, ma quando ordinò la ritirata gli uomini del Kent disubbidirono e si trovarono faccia a faccia con i Dani. Quel che ne risultò fu la Battaglia di Holme del 13 dicembre 902. La vittoria andò ai ribelli, ma Aethelwald morì insieme a un certo Eohric, probabilmente un sovrano locale.
I rapporti di Edoardo con il nord furono a lungo piuttosto problematici, è sempre la Cronaca anglosassone a dire che la pace con la Northumbria e l'Anglia Orientale venne fatta per necessità, si menziona anche il fatto che Chester venne riconquistata nel 907, termine che fa supporre una battaglia. Nel 909 Edoardo saccheggiò la Northumbria che l'anno dopo rispose attaccando la Mercia: in quell'occasione venne combattuta la Battaglia di Tettenhall che vide la decisiva vittoria dei Merciani e degli uomini di Edoardo. Da quella volta i dani non si spinsero più a sud dell'Humber.
Allo scopo di tenere i dani sotto controllo, Edoardo ordinò la costruzione di diverse Burh (città fortificate) a Hertford, Witham, Bridgnorth, Tamworth, Stafford, Eddisbury e Warwick

## L'ampliamento del territorio
Edoardo andò oltre le conquiste militari del padre, riportando il Danelaw sotto controllo sassone e regnando in Mercia dal 918, dopo la morte della sorella Ethelfleda. In realtà la sorella aveva designato come erede la figlia Aelfwynn, ma Edoardo la depose portando la Mercia sotto il suo diretto controllo. Egli aveva già preso sia Londra che Oxford e le terre nei dintorni dell'Oxfordshire e del Middlesex già diversi anni prima. Entro il 918 sia gli uomini del Nord che gli scozzesi lo avevano riconosciuto quale padre e re, cosa che permise al suo successore di vantare la sovranità su tutte le terre conquistate da Edoardo.
Egli riformò anche l'organizzazione clericale del Wessex istituendo nuove sedi vescovili fra cui quelle di Wells e Crediton. A parte questi, non vi sono particolari segni che attestino la religiosità di Edoardo; anzi il Papa lo redarguì perché prestasse maggiori attenzioni alle proprie responsabilità religiose.
Fra il 919 e il 924 Edoardo divise in contee l'ovest delle Midlands senza curarsi delle tradizioni locali o dei confini tribali: ne scaturì una sollevazione che lo portò alla morte mentre combatteva i ribelli presso Farndon il 17 luglio 924. Venne sepolto presso l'abbazia di New Minster che lui stesso aveva fondato quasi venticinque anni prima a Winchester. Dopo la Conquista normanna dell'Inghilterra l'abbazia venne rimpiazzata con quella di Hyde e il corpo di Edoardo venne ivi traslato.

## Matrimoni e figli
Edoardo ebbe circa quattordici figli dai suoi tre matrimoni (contratti con Ecgwynn, Elfleda ed Edgiva)
Sua figlia, Eadgifu sposò Carlo III di Francia, ed ebbe un figlio che divenne re Luigi IV di Francia.
Dalla prima moglie Ecgwynn, su cui esistono informazioni contrastanti - tutte posteriori alla Conquista - ebbe:
- Atelstano d'Inghilterra;
- una figlia senza nome che sposò Sigtrygg Caech.

Dell'899 è il secondo matrimonio con Elfleda da cui ebbe:
- Ethelweard, che morì poco dopo il padre;
- Eadgifu d'Inghilterra, che sposò Carlo III di Francia;
- Eadgyth, che sposò Ottone I di Sassonia;
- Eadhild (morta 937), sposò Ugo il Grande;
- Ælfgifu, che sposò un principe di incerta identità a volte identificato come Boleslao II, duca di Boemia;
- Eadflæd, che divenne suora;
- Edwin (morto 933).

Il terzo matrimonio, avvenuto attorno al 919 con Edgiva di Kent da cui ebbe:
- Edmondo I d'Inghilterra;
- Edredo d'Inghilterra;
- Santa Eadburh di Winchester (morta 15 giugno 960).

## Ascendenza
|                      |   |                | Genitori |  |  | Nonni |  |  | Bisnonni           |  |  | Trisnonni         |  |
|                      |   |                |          |  |  |       |  |  | Egberto del Wessex |  |  | Ealhmund del Kent |  |
|                      |   |                |          |  |  |       |  |  | Egberto del Wessex |  |  | Ealhmund del Kent |  |
|                      |   | …              |          |  |  |       |  |  | Egberto del Wessex |  |  |                   |  |
| Etelvulfo del Wessex |   |                |          |  |  |       |  |  | Egberto del Wessex |  |  |                   |  |
|                      |   | Oslac di Wight | …        |  |  |       |  |  |                    |  |  |                   |  |
|                      |   | Oslac di Wight | …        |  |  |       |  |  |                    |  |  |                   |  |
|                      |   | Oslac di Wight | …        |  |  |       |  |  |                    |  |  |                   |  |
| Alfredo il Grande    |   | Oslac di Wight |          |  |  |       |  |  |                    |  |  |                   |  |
|                      |   | …              | …        |  |  |       |  |  |                    |  |  |                   |  |
|                      |   | …              | …        |  |  |       |  |  |                    |  |  |                   |  |
|                      |   | …              | …        |  |  |       |  |  |                    |  |  |                   |  |
| Osburga              |   | …              |          |  |  |       |  |  |                    |  |  |                   |  |
|                      |   | …              | …        |  |  |       |  |  |                    |  |  |                   |  |
|                      |   | …              | …        |  |  |       |  |  |                    |  |  |                   |  |
|                      |   | …              | …        |  |  |       |  |  |                    |  |  |                   |  |
| Edoardo il Vecchio   |   | …              |          |  |  |       |  |  |                    |  |  |                   |  |
|                      | … | …              |          |  |  |       |  |  |                    |  |  |                   |  |
|                      | … | …              |          |  |  |       |  |  |                    |  |  |                   |  |
|                      | … | …              |          |  |  |       |  |  |                    |  |  |                   |  |
| Aethelred Mucil      | … |                |          |  |  |       |  |  |                    |  |  |                   |  |
|                      |   | …              | …        |  |  |       |  |  |                    |  |  |                   |  |
|                      |   | …              | …        |  |  |       |  |  |                    |  |  |                   |  |
|                      |   | …              | …        |  |  |       |  |  |                    |  |  |                   |  |
| Ealhswith            |   | …              |          |  |  |       |  |  |                    |  |  |                   |  |
|                      |   | …              | …        |  |  |       |  |  |                    |  |  |                   |  |
|                      |   | …              | …        |  |  |       |  |  |                    |  |  |                   |  |
|                      |   | …              | …        |  |  |       |  |  |                    |  |  |                   |  |
| Eadburh              |   | …              |          |  |  |       |  |  |                    |  |  |                   |  |
|                      |   | …              | …        |  |  |       |  |  |                    |  |  |                   |  |
|                      |   | …              | …        |  |  |       |  |  |                    |  |  |                   |  |
|                      |   | …              | …        |  |  |       |  |  |                    |  |  |                   |  |
|                      |   | …              |          |  |  |       |  |  |                    |  |  |                   |  |